# Tempe Fossae
Le Tempe Fossae sono una struttura geologica della superficie di Marte.